# Bus local
En arquitectura informática, un bus local es un bus informático que se conecta directamente, o casi directamente, desde la unidad central de procesamiento (CPU) a una o más ranuras en el bus de expansión . La importancia de la conexión directa a la CPU es evitar el cuello de botella creado por el bus de expansión, proporcionando así un rendimiento rápido. Hay varios buses locales integrados en varios tipos de computadoras para aumentar la velocidad de transferencia de datos (es decir, el ancho de banda). Los buses locales para tarjetas de video y memoria expandida son los más comunes. El bus local VESA y el Processor Direct Slot fueron ejemplos de un diseño de bus local.
Aunque VL-Bus fue reemplazado más tarde por AGP, no es correcto categorizar a AGP como un bus local. Mientras que VL-Bus operaba en el bus de memoria de la CPU a la velocidad del reloj de la CPU, un periférico AGP se ejecuta a velocidades de reloj específicas que se ejecutan independientemente del reloj de la CPU (generalmente usando un divisor del reloj de la CPU). El concepto de Local Bus fue iniciado por Dado Banatao.